# Altbach (Schrakelbach)
Der Altbach ist ein 6,2 km langer Bach und ein rechter Seitenarm des Eckbachs in der nordöstlichen Vorderpfalz (Rheinland-Pfalz). Er hat keine Quelle, sondern entsteht – wie mehrere Wasserläufe, die alle annähernd parallel verlaufen und deren stärkster er ist – durch Ableitung von Wasser aus dem Eckbach zwecks landwirtschaftlicher Bewässerung. Das dabei dem Altbach verbleibende Wasser wird über den Schrakelbach zum Eckbach zurückgeführt.

## Geographie

### Verlauf
An der südlichen Gemarkungsgrenze von Laumersheim, etwa 100 m oberhalb der Weidenmühle und südlich der Autobahn 6 (Saarbrücken–Mannheim), wird auf 110 m Höhe ein Teil des Eckbachwassers als Altbach nach rechts abgeleitet.
Dieser fließt anschließend in östlicher Richtung die Südseite der Autobahn 6 entlang. Dabei passiert er das Wohngebiet von Gerolsheim nördlich; dort münden von rechts der Weihergraben und als längster Zufluss der Bach aus dem Magsamental, dessen Ursprung ⊙ nordöstlich von Dackenheim liegt; beide Bäche sind im Bereich ihrer Mündungen verrohrt. Dann unterquert der Altbach die Autobahn 6 von Süd nach Nord, schwenkt wiederum nach Osten und nimmt von links den etwas schwächeren Kühweidegraben auf, einen weiteren Bewässerungsarm des Eckbachs. Der Altbach fließt südlich an Heuchelheim vorbei und entfernt sich allmählich bis auf 400 m von der Autobahntrasse.
Er mündet nördlich des Autobahnkreuzes Frankenthal an der westlichen Gemarkungsgrenze von Beindersheim auf etwa 93 m Höhe von links in den Schrakelbach. Dieser seinerseits erreicht 1 km weiter den Eckbach.

### Zuflüsse
Auflistung von der Altbach-Entstehung in Richtung seiner Mündung mit Angabe von Einmündungsseite, Länge und Einzugsgebiet.
- Weihergraben (rechts, vom Nordhang des Palmbergs), 1,8 km und 1,6 km²
- Bach aus dem Magsamental (rechts), 10,2 km und 19,3 km²
- Kühweidegraben (links), 4,0 km und 1,1 km²; ist rechte Ableitung aus dem Eckbach vor Laumersheim und nördlich der Autobahn 6

## Bewässerungsgräben am mittleren Eckbach
Am mittleren Eckbach von Großkarlbach über Laumersheim und Dirmstein bis nach Heuchelheim werden bachabwärts nacheinander Bewässerungsgräben nach rechts aus dem Eckbach abgeleitet. In den Wohnbereichen sind sie mitunter verrohrt, ihre Füllung fließt später entweder direkt oder über den Schrakelbach zum Eckbach zurück.
- Altbach, nach 6,2 km Mündung von links in den Schrakelbach, Wasser weiter zum Eckbach
- Kühweidegraben, nach 4 km Mündung von links in den Altbach, Wasser über den Schrakelbach zum Eckbach
- Altgraben, nach 3,5 km Mündung von links in den Kühweidegraben, Wasser über Altbach und Schrakelbach zum Eckbach
- Brittinggraben, nach 3 km Rückfluss von rechts in den Eckbach
- Lerchengraben, nach 3 km Rückfluss von rechts in den Eckbach

Über Querverbindungen zwischen den einzelnen Gräben kann bei Bedarf Wasser ausgetauscht werden.